# Yakup Topuz
Yakup Topuz (ur. 9 marca 1954 w İkizdere) – turecki zapaśnik walczący w stylu wolnym. Olimpijczyk z Montrealu 1976, gdzie odpadł w eliminacjach w kategorii do 74 kg.
Zajął czwarte miejsce na igrzyskach bałkańskich w 1974 roku. Trener i działacz sportowy.